# Federico Taddia

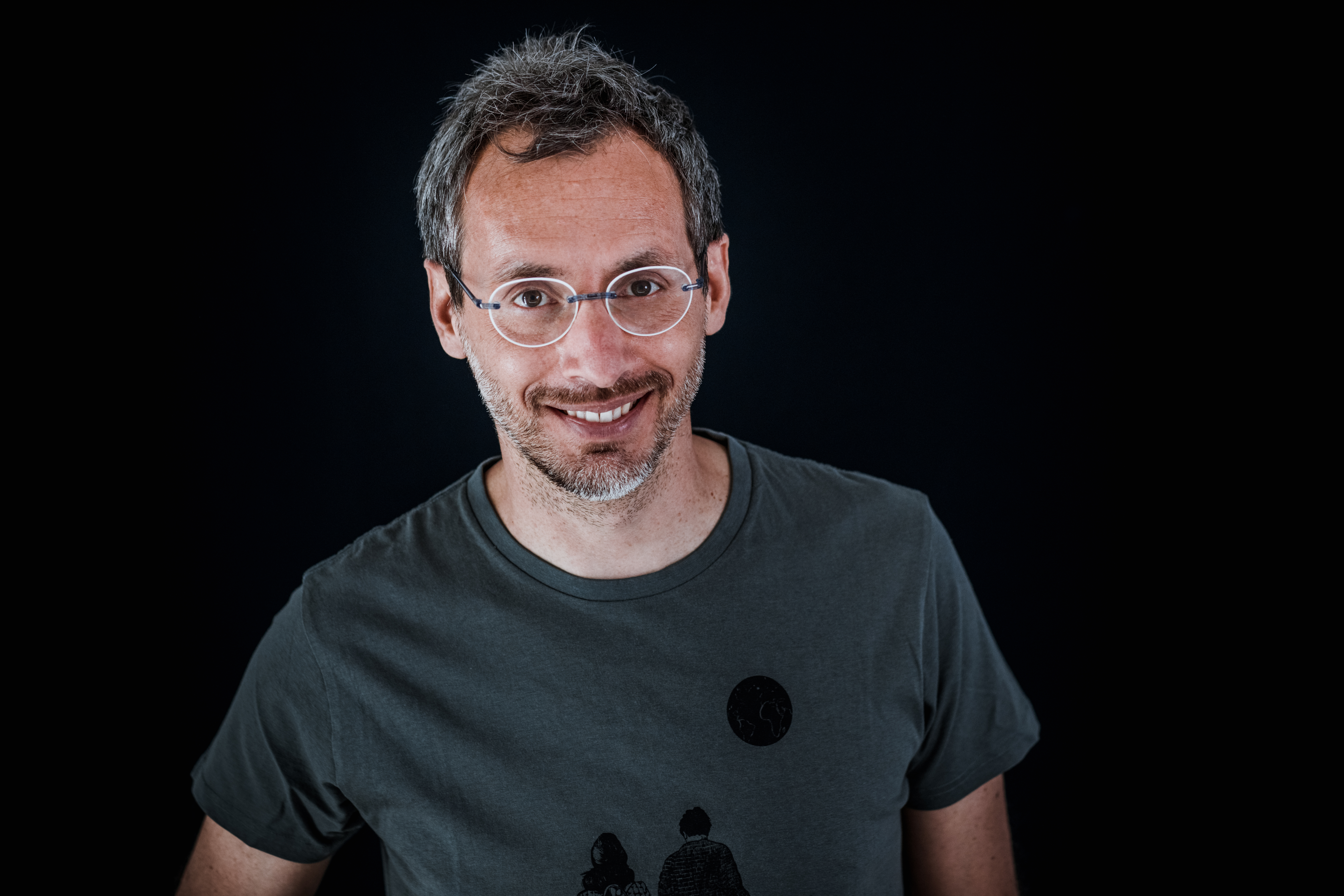
Federico Taddia

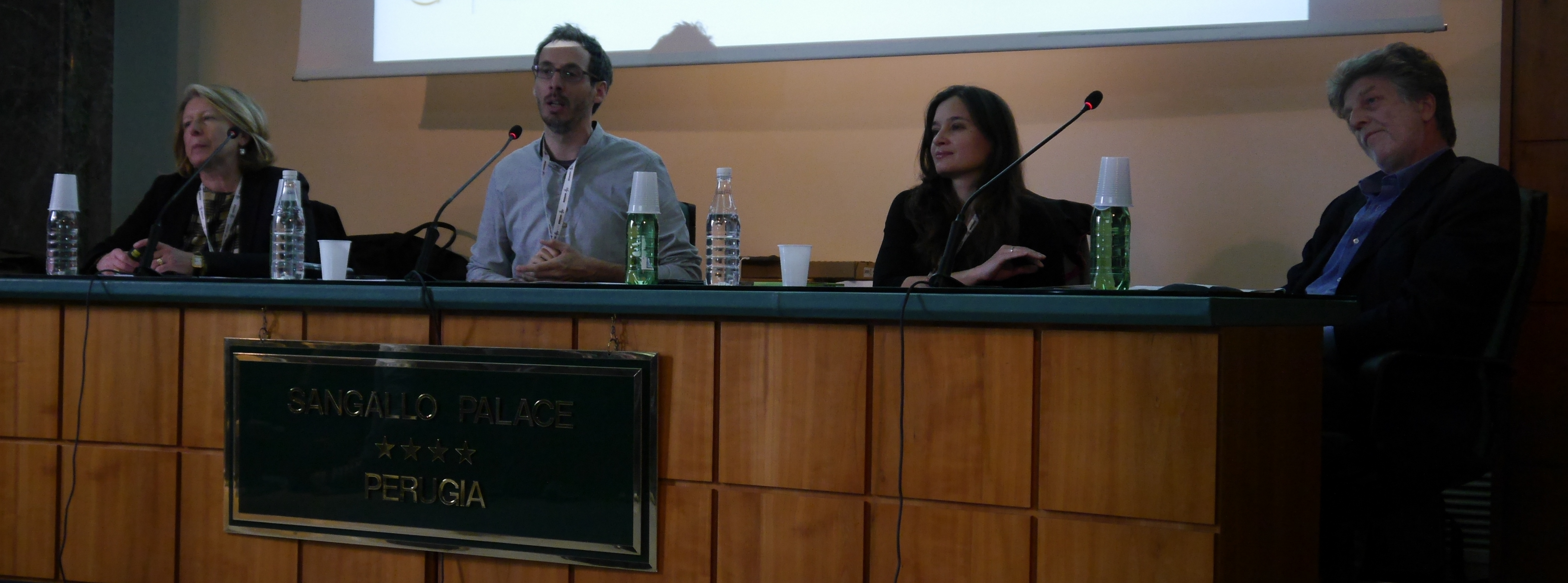
Da sinistra a destra, Adriana Cerretelli, Federico Taddia, Ewelina Jelenkowska-Lucà e Dino Pesole al festival internazionale del giornalismo 2015

Federico Taddia (Pieve di Cento, 7 febbraio 1972) è un autore televisivo, saggista, conduttore televisivo, giornalista, conduttore radiofonico e divulgatore scientifico italiano.

## Biografia
Collaboratore storico di Fiorello dai tempi di Viva Radio 2, fa parte del suo team di autori e ha firmato Stasera pago io... Revolution, Viva Radio 2... minuti e Il più grande spettacolo dopo il weekend su Rai 1, Fiorello Show su Sky Uno, ha collaborato ai testi degli spettacoli teatrali Volevo fare il ballerino e Fiorello Show. Ha collaborato ai testi di Edicola Fiore su Sky, Il Rosario della sera su Radio Deejay, Viva RaiPlay! su RaiPlay e al Festival di Sanremo nelle edizioni 2020 e 2021.
Inizia la sua attività nel 1994 scrivendo per Topolino e come giornalista freelance ha firmato su numerose testate. Ha condotto per sette anni su Radio 24 un programma per bambini intitolato Pappappero. Autore televisivo, ha scritto programmi per Rai, Mediaset, Sky, MTV, Disney Channel, Nickelodeon, La7 e DeA Kids, e per sei anni è stato autore e conduttore di Screensaver, programma di Rai 3 dedicato ai cortometraggi realizzati dai ragazzi.
Ha collaborato con Ballarò e a Parla con me su Rai 3.
Ha condotto per tre anni il programma di divulgazione culturale e scientifica Nautilus su Rai Scuola.
Su Rai 5 è stato tra i conduttori di TerzaPagina, la rassegna stampa culturale settimanale.
Per MTV ha scritto un'edizione degli "MTV Days" e due edizioni di "MTV Awards".
Ha condotto su DeA Kids il programma Big Bang! In viaggio con Margherita Hack, format che si è aggiudicato il TV Blog Awards 2011 come Miglior programma per ragazzi. Nel dicembre 2012 su DeA Kids ha condotto il programma Big Bang - Un viaggio nei misteri con Massimo Polidoro. Nell'ottobre 2013 ha condutto su Dea Kids il programma Big Bang - Un viaggio nell'evoluzione con Telmo Pievani. Nel marzo 2015 ha condotto su DeA Kids il programma Big Bang - Un viaggio nella matematica con Bruno d'Amore. Nel gennaio 2016 ha condotto su DeA Kids il programma Big bang - Un Viaggio nella musica, con Nina Zilli, Albertino, Omar Pedrini, Giovanni Allevi e Malika Ayane. Sempre su DeA Kids nel luglio 2012 ha ideato e condotto il programma Big Bang - Un viaggio a cinque stelle, programma sulle Olimpiadi per bambini e ragazzi.
Su Radio24 ha condotto L'altra Europa, ogni sabato alle 10, il programma Mine vaganti e gli speciali Notte prima degli esami, La notte dei ricercatori, La notte prima della fine del mondo e L'Emilia che riparte.  Oltre a Terra in vista - L'Expo spiegato a mio figlio  e Terra in vista - Le Olimpiadi spiegate a mio figlio , insieme a Telmo Pievani.
Sempre insieme a Telmo Pievani ha realizzato il podcast La scienza e la tecnologia spiegate a mio figlio.
È stato, fino al 3 gennaio 2010, data di chiusura della trasmissione, autore e conduttore de L'altrolato, in onda ogni sabato e domenica alle 9:30 su Rai Radio 2, programma che raccontava l'altro lato dell'Italia e degli italiani. Sempre su Rai Radio 2 ha ideato e condotto il programma estivo quotidiano Monolocale: un'ironica "rassegna stampa" di tutti i quotidiani locali.
A Cento ha inventato Teste Toste, rassegna annuale di lezioni tenute da docenti universitari ad un pubblico di ragazzi fino ai 14 anni. Esperienza che nel 2010 si è ripetuta al Politecnico di Milano in collaborazione con Focus Junior.
Appassionato di letteratura per ragazzi e adolescenti, ha tenuto una rubrica all'interno del GT Ragazzi e scrive di libri su Style Piccoli e su TuttoLibri.
Ha pubblicato i libri Girogirotonda (Mondadori), Iacopopò il genio della cacca (Editoriale Scienza), Mamma, posso farmi il piercing? (Fratelli Fabbri Editori), scritto con la nuotatrice Federica Pellegrini e, sempre per Editoriale Scienza, Perché le stelle non cadono?, con Margherita Hack, Perché siamo parenti delle galline?, con Telmo Pievani, Perché i vulcani si svegliano?, con Mario Tozzi, Perché diamo i numeri?, con Bruno D'Amore e Perché il touchscreen non soffre il solletico?, scritto con Valerio Rossi Albertini. Nel luglio 2010 ha scritto, insieme alla collega Claudia Ceroni, il libro Fuori luogo. Inventarsi italiani nel mondo (Feltrinelli)
Nel 2012 insieme a Margherita Hack ha scritto il libro Nove vite come i gatti (RCS MediaGroup). Al Festivaletteratura di Mantova nel settembre del 2012 ha esordito con lo spettacolo Finalmente il finimondo insieme a Telmo Pievani e la Banda Osiris, spettacolo ancora in scena nei festival e teatri italiani. Sempre con Telmo Pievani e la Banda Osiris è in scena con lo spettacolo Il maschio inutile.
Dal 21 ottobre 2012 al 31 dicembre 2013 insieme a Massimo Gramellini ha tenuto la rubrica "Fino alla fine del mondo... e un po' oltre" su La Stampa.
Dal febbraio 2013 al 2015 ha firmato il "Dizionario sentimentale", all'interno della pagina "Cuori allo specchio" su La Stampa sempre in collaborazione con Massimo Gramellini. 
Per La Stampa ha curato le serie MaturItalia - 100 interviste a 100 maturandi, un Viaggio tra i grandi artigiani e i Giochi dell'altra estate.
Attualmente conduce su Radio24 il programma I Padrieterni, scrive su La Stampa e Topolino, collabora al programma Dimartedì di Giovanni Floris e a Le parole di Massimo Gramellini. È ideatore del programma La Banda dei FuoriClasse su Rai Gulp.
Sulle pagine bolognesi del quotidiano la Repubblica firma la rubrica satirica "Il Bolognino".
Insieme a Pierdomenico Baccalario è autore e curatore dell'enciclopedia per ragazze e ragazzi Le 15 domande edita da Il Castoro.
Nel 2020 ha collaborato alla realizzazione del docutrip Non voglio cambiare pianeta di Lorenzo Jovanotti.
Dal suo libro Nove vite come i gatti viene tratto il film TV del 2024 Margherita delle stelle incentrato sulla vita di Margherita Hack e per il quale lavora alla sceneggiatura.
Nello stesso periodo è autore di Viva Rai2! condotto da Fiorello, del Festival di Sanremo 2023, di Evviva! - La grande bellezza della TV condotto da Gianni Morandi, di Suzuki Music Party e di Chissà chi è (è anche ideatore del nuovo titolo) condotti da Amadeus. Nel 2025 è tra gli autori anche del nuovo programma radiofonico di Fiorello,  Radio2 Radio Show - La pennicanza.

## Carriera

### Televisione
- Screensaver (Rai 3, 2002-2008)
- Big Bang! In viaggio con Margherita Hack (DeA Kids, 2011-2013)
- Big Bang - Un viaggio nei misteri con Massimo Polidoro (DeA Kids, 2012)
- Big Bang - Un viaggio a cinque stelle (DeA Kids, 2012)
- Big Bang - Un viaggio nell'evoluzione con Telmo Pievani (DeA Kids, 2013)
- Big Bang - Un viaggio nella matematica con Bruno D'Amore (DeA Kids, 2014)
- Big Bang - Un viaggio nella musica con Nina Zilli, Albertino, Omar Pedrini, Giovanni Allevi e Malika Ayane (DeA Kids, 2015-2016)
- Nautilus (Rai Scuola, 2012-2015)
- TerzaPagina (Rai 5, 2016)
- Sport Stories (Rai Gulp, 2017)
- La Banda dei Fuoriclasse (Rai Gulp, dal 2020)
- Viva Rai2! (Rai 2, 2022-2024)
- Festival di Sanremo 2023 (Rai 1, 2023)
- Evviva! - La grande bellezza della TV (Rai 1, 2024)
- Suzuki Music Party (NOVE, 2024)
- Chissà chi è (NOVE, 2024)
- The Cage - Prendi e scappa (NOVE, dal 2025)

### Radio
- Pappappero (Radio 24, 1999-2006)
- L'Altrolato (Rai Radio 2, 2006-2010)
- Monolocale (Rai Radio 2, 2007-2010)
- L'altra Europa (Radio 24, 2010-2017)
- Mine vaganti (Radio 24, 2011-2012)
- La notte prima degli esami (Radio24, dal 2011)
- Mangiando s'impara (Radio24, 2016)
- M'incavolo (Radio24, 2016)
- I Padrieterni (Radio24, dal 2017)
- Radio2 Radio Show - La pennicanza (Rai Radio 2, 2025)

### Sceneggiatore
- Margherita delle stelle (2024)

### Scrittore

#### Libri
- Girogirotonda (Mondadori)
- Iacopopò il genio della cacca, Editoriale Scienza.
- Mamma, posso farmi il piercing?, con Federica Pellegrini, Fabbri.
- Perché le stelle non ci cadono in testa?, con Margherita Hack (Editoriale Scienza)
- Perché siamo parenti delle galline?, con Telmo Pievani (Editoriale Scienza)
- Perché i vulcani si svegliano?, con Mario Tozzi (Editoriale Scienza)
- Perché diamo i numeri?, con Bruno D'Amore (Editoriale Scienza)
- Perché il touchscreen non soffre il solletico?, con Valerio Rossi Albertini (Editoriale Scienza)
- Perché si dice trentatré?, con Andrea Grignolio (Editoriale Scienza)
- Fuori luogo. Inventarsi italiani nel mondo (Feltrinelli). 2010
- Nove vite come i gatti con Margherita Hack (Rizzoli).
- Il maschio è inutile con Telmo Pievani (Rizzoli)
- Perché la terra ha la febbre? con Elisa Palazzi (Editoriale Scienza)
- Terra in vista - La scienza e la tecnologia spiegate alle ragazze e ai ragazzi, con Telmo Pievani (Mondadori)
- Il manuale delle 50 piccole rivoluzioni per cambiare il mondo, con Pierdomenico Baccalario (Il Castoro)
- Penso, parlo, posto - Guida alla comunicazione non ostile, con Carlotta Cubeddu (Il Castoro)
- Giochi di gruppo anche ad un metro di distanza, con Pierdomenico Baccalario e Marco Cattaneo (Mondadori)
- Sei troppo forte papà (Mondadori)
- Chi sono? Io. Le altre. E gli altri. Con Daniele Grassucci (Dea)
- Vi teniamo d'occhio, con Potito Ruggiero (Baldini + Castoldi, 2021)

### Premi e riconoscimenti
- 2004 - Premio "Alberto Manzi" per la Comunicazione educativa con il programma "Pappappero".
- 2011 - Premio "Forte dei Marmi" per la satira politica.
- 2012 - Premio Nazionale di Letteratura per ragazzi "Città di Bella" nella sezione divulgazione.
- 2012 - Premio "Lerici Scienza" per la divulgazione scientifica per i suoi libri editi dalla Collana Editoriale Scienza.[4]
- 2013 - Premio "Andersen" con "Teste Toste" per la miglior collana di divulgazione scientifica per bambini.